# 악사나 드라훈
악사나 울라지미라우나 드라훈(벨라루스어: Аксана Уладзіміраўна Драгун, 러시아어: Окса́на Влади́мировна Драгу́н 옥사나 블라디미로브나 드라군[*], 1981년 5월 19일 ~ )은 벨라루스의 육상 선수이다.
2005년 헬싱키에서 열린 2005년 세계 육상 선수권 대회 400m 계주에서 율리야 네스차렌카, 나탈리야 솔로구프, 알레나 네우먀르지츠카야와 함께 동메달을 획득했다. 이후 2006년 예테보리에서 열린 유럽 육상 선수권 대회 400m 계주에서 네스차렌카, 나탈리야 사프론니코바, 네우먀르지츠카야와 함께 동메달을 획득했다.
2008년 베이징에서 열린 올림픽에서는 네스차렌카, 나스타스샤 슐랴크, 안나 보그다노비치와 함께 400m 계주에 참가했다. 드라훈이 포함된 벨라루스 대표팀은 1라운드 43분 69초로 예선 6위를 했고, 16개 참가국에서 전체 9위를 기록했다. 이로 인해 결승 진출에는 실패했다.